# No War

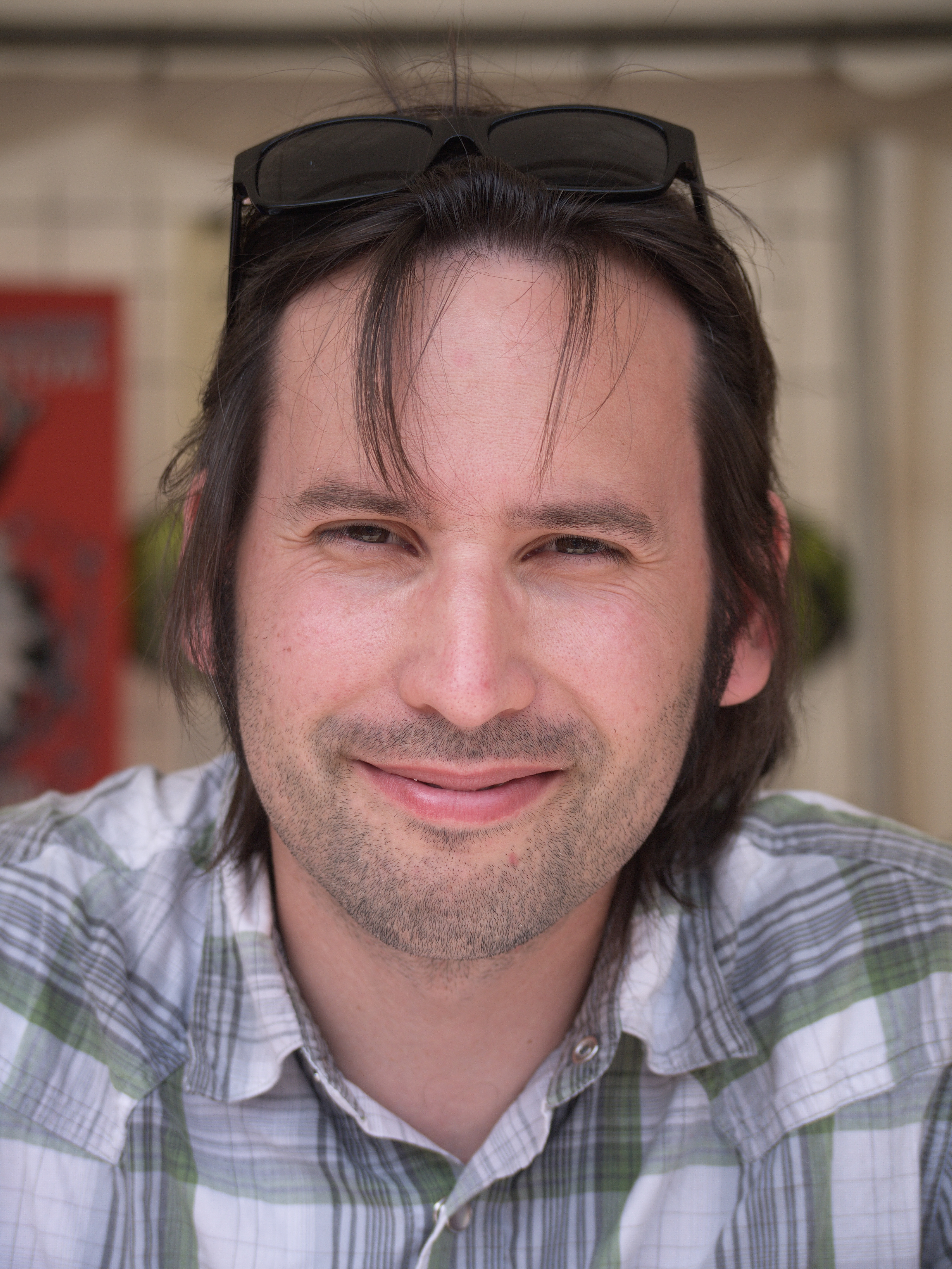
Anthony Pastor, scénariste et dessinateur de No War

 (décembre 2019).
 (décembre 2019).
No War est une série de bande dessinée française écrite et dessinée par Anthony Pastor. Elle a été publiée en 2019 chez Casterman.

## Synopsis
Cette série en trois albums raconte l'histoire des habitants du Vukland, un archipel fictif de l’Océan Atlantique nord situé entre les États-Unis et l’Irlande, au sud du Groenland. Le peuple autochtone, les Kiviks, a souffert de la colonisation du Vukland,. Un projet de grand barrage de ses terres sacrées provoquent une mésentente avec le gouvernement du Vukland. L’île de Saarok, berceau des Kiviks, est menacée par ce barrage et ses habitants risquent de perdre toutes leurs libertés. La population s’enlise dans cette crise aggravée par l’élection d’un président populiste réfuté par le peuple. Ainsi, un mouvement contestataire violent naît dans les rues de la capitale, principalement mené par les jeunes citoyens.
Run est un adolescent, fils d’une mère à la tête du parti Kivik et d’un père directeur d’une entreprise spécialisée dans le domaine de l’énergie. Après le divorce de ses parents, il se retrouve à cheval entre ses deux cultures et piégé par le conflit.

## Personnages
- Run (personnage principal) est un adolescent, fils de parents divorcés. Il est partagé entre ses deux cultures.
- Valka est la mère de Run. Elle est à la tête du parti Kivik et se bat pour la conservation des coutumes des ancêtres de son peuple d'origine. Elle est l’ex-femme de Georg, dont elle a divorcé après le décès de leur fils aîné Luka.
- Georg est le père de Run. Il fait partie des Vulkos et est donc favorable à une société moderne basée sur le modèle occidental. Georg dirige une entreprise spécialisée dans le domaine énergétique et il est le chercheur à la tête du projet de construction du barrage sur l’île de Saarok.
- Joséphine, surnommée Jo, est une camarade de Run et sert son père engagé en politique et agit en officier de renseignements.
- Kas est une camarade de Run. Elle tente de libérer sa mère après l’arrestation de celle-ci.
- Le Président Pürsson est un populiste dont l’élection est durement contestée. Il n’hésite pas à donner les consignes à sa police d’employer tous les moyens afin de restaurer l’ordre.
- Bakran est le bras droit du président Pürsson et l’assiste dans son mandat impitoyable.
- Oruk est un policier Kivik ainsi que l’oncle de Run.

## Albums

### Tome 1
La construction du barrage sur le territoire Kivik mène à des contestations dans les rues de la capitale du Vukland. Le climat d'insurrection dû à l’élection contestée du nouveau président populiste s’intensifie et plonge le Vukland dans une crise politique et économique sans précédent. Les tensions surgissent entre les Vulkos favorables à un modèle sociétal occidental et les Kiviks. La crise est aggravée par un meurtre d’un ouvrier Vulko du barrage. Le cadavre est découvert par Run et son oncle policier Kivik Oruk. L’inscription « No dam » traduite par « Pas de barrage » gravée sur son front amplifie les dissidences. Les indigènes de l’île de Saarok sont accusés du crime. En effet, les indices mènent aux « pierres de paix » nommées KafiKadiks. Le mystère autour de ces pierres mène à une mésentente entre les parents de Run. L’adolescent est déchiré entre les idéologies respectives ses deux parents.

### Tome 2
Les tensions au Vukland s’intensifient, risquant de virer à la guerre civile. Le président Pürsson et son associé Bakran fournissent des instructions impitoyables à la police. Celle-ci doit veiller à réinstaurer la discipline parmi la population coûte que coûte, toute violence leur étant permise. Dans toute la ville, des arrestations ont lieu, ce qui mène les camarades de combat de Run de se réunir et d’esquiver ces mainmises.
Run se rétablit miraculeusement de la balle qui a failli le tuer. Il s’évade alors de l’hôpital. La mère de Kas se retrouve embarquée par la police à la suite d’une contestation dans la rue. Kas part à sa recherche, ultimement assistée par Run.
Joséphine, de son côté, doit combattre l’empoisonnement de la pierre KafiKadik volée maladroitement. Ceci la pousse à bout de forces. Certaines intrigues sont éclairées et les enjeux se spécifient. Les ingrédients typiques du thriller sont clairement présents dans le Tome 2. L’importance de la description et l’évolution de la situation laisse sa place au développement psychologique des personnages. Les relations entre les personnages principaux sont mises à l’honneur, ainsi que la complexité de leur personne, unique à tous.

### Tome 3
Le sniper ayant tenté de tuer Run précédemment frappe à nouveau. Cette fois, il tente de tuer le père de l’adolescent, mais il rate sa cible. À la place d’abattre Georg, il atteint le président de l’entreprise d’origine chinoise distribuant des fonds destinés à la construction du barrage. En parallèle, l’état de Jo se dégrade et empire de jour en jour. L’aide des chamans présents sur l’île de Saarok se présente comme dernier espoir. Brook se démène pour que Jo puisse exécuter la traversée vers l’île des Kiviks. Ceci s’avère difficile, puisque les heurts avec les forces de l’ordre atteignent une agressivité maximale. Dès lors, le peuple Kivik doit prendre les armes et ne peut plus se permettre de lutter de façon pacifique. Ils forment à présent, associés aux jeunes insurgés, une résistance armée.
Finalement, Run aboutit à faire traverser Jo. Le sorcier des Kiviks, qui n’est autre que le grand-père du jeune homme, les informe sur la damnation liée aux pierres KafiKadiks. La psychologie complexe des personnages est tout comme dans les tomes précédents mises à l’avant. Le Tome 3 marque la fin de la saison et ne laisse pas tomber le suspense, bien au contraire.

## Analyse
La série No War d’Anthony Pastor contient beaucoup d’éléments d’actualité, principalement française. En effet, l’attentat contre Charlie Hebdo ainsi que les attentats du 13 novembre 2015 en France, mais aussi le mouvement des Gilets jaunes ont contribué aux idées d’Anthony Pastor. On retrouve également l’actualité internationale dans la série, puisque l’élection présidentielle américaine de 2016 aboutissant à l’élection de Donald Trump a certainement aussi influencé l’auteur.

### Style
Anthony Pastor fonctionne à l’intuition et à l’émotion. Il dessine en urgence et évite le dessin raffiné et perfectionné, pour que son celui-ci ne perde pas son authenticité. Son style comporte des traits rudes et agressifs. Ses lignes sont tracées d’un trait vif et grossier. Il a recours à la bichromie. Il utilise des contours gras pour simuler la profondeur. De plus, Anthony Pastor communique la fragilité du contenu de son récit par des traits lâchés. Les illustrations, bien que minimalistes, ne manquent pas de précision. Pastor donne de l’importance à l’illustration de la violence et de la rage, de la tension et de l’énergie du mouvement. Son style est une réflexion du climat régnant dans le récit, généralement sombre, sérieux et grave, mais le lecteur retrouve de l’humour dans le discours.
Anthony Pastor pratique l’art du «suspense de bas de page», un cliffhanger de la bande dessinée. Le suspense est à son apogée dans la dernière case en bas de page et pousse le lecteur à tourner la page pour en découvrir son dénouement. La tension est constamment maintenue grâce au découpage éloquent et démonstratif. Le schéma de narration suit un rythme rapide. En effet, une situation riche en force d’expression ainsi que scandaleuse et par moments révoltante n’est que brièvement suivie de courtes explications avant d’introduire un nouvel événement choc et ainsi de suite. Un nouvel incident significatif est introduit toutes les 10 à 12 pages. Les contributions s’accumulent au fil du récit, ayant pour but de permettre au lecteur de suivre la narration de façon assidue. En effet, Pastor tente de créer un suspense croissant de page en page. Il vise à tenir son lecteur en haleine par un récit complexe pouvant mener à de différents dénouements. La suite de l’histoire se révèle donc imprévisible, ce qui permet à l’auteur de maintenir une tension et une curiosité durant toute la narration. Cette technique est destinée à frustrer le lecteur et à le tenir en haleine.
Certaines cases sont basées sur la technique du champ-contrechamp. Cette technique est typique du cinéma. Le fait d’illustrer la même scène sous deux angles différents permet au dessinateur de mettre en lumière une atmosphère pesante et angoissante. Anthony Pastor utilise des onomatopées pour renforcer le message qu’il veut faire passer.